# 樽井町 (豊川市)
樽井町（たるいちょう）は、愛知県豊川市の地名。

## 地理

### 字一覧
- 大辻（オオツジ）[WEB 6]
- 川添（カワゾエ）[WEB 6]
- 才ノ神（サイノカミ）[WEB 6]
- 土々川（ドドガワ）[WEB 6]
- 西坪（ニシツボ）[WEB 6]
- 宮後（ミヤゴ）[WEB 6]
- 宮前（ミヤマエ）[WEB 6]

### 河川・池沼
- 佐奈川

### 交通
- 愛知県道31号東三河環状線
- 愛知県道498号三蔵子一宮線
- 東名高速道路

### 施設
- 永昌寺

## 歴史

### 地名の由来
「豊川史話」によると、旧樽井村の由来として、「西側を流れる佐奈川は平時は水量が少なく、飲み水を樽に汲み溜めし上水を使ったゆえに樽井の村名となったとも言われる。」とある。

### 沿革
- 江戸時代 - 三河国宝飯郡樽井村として所在[2]。
- 慶長11年 - 新城藩と幕府の相給[2]。
- 元和9年 - 幕府領が三河吉田藩領となる[2]。
- 正保2年 - 新城藩領が幕府領となる[2]。
- 慶安元年 - 正保2年に幕府領となった場所が旗本菅沼氏知行となる[2]。
- 1889年（明治22年） - 豊川村大字樽井となる[2]。
- 1893年（明治26年） - 豊川町大字樽井となる[2]。
- 1943年（昭和18年） - 豊川市大字樽井となる[2]。
- 1944年（昭和19年） - 豊川市樽井町となる[2]。

### 人口の変遷
国勢調査による人口および世帯数の推移。
| 1995年（平成7年）  | 83世帯 344人  |  |
| 2000年（平成12年） | 96世帯 370人  |  |
| 2005年（平成17年） | 148世帯 549人 |  |
| 2010年（平成22年） | 185世帯 662人 |  |
| 2015年（平成27年） | 185世帯 613人 |  |
| 2020年（令和2年）  | 201世帯 581人 |  |

### WEB
1. ↑  “愛知県豊川市の町丁・字一覧”.   人口統計ラボ. 2024年5月1日閲覧。
2. 1 2  総務省統計局 (2022年2月10日). “令和2年国勢調査の調査結果(e-Stat) - 男女別人口，外国人人口及び世帯数－町丁・字等” (CSV). 2023年8月2日閲覧。
3. ↑  “読み仮名データの促音・拗音を小書きで表記するもの(zip形式) 愛知県” (zip).   日本郵便 (2024年2月29日). 2024年3月26日閲覧。
4. ↑  “市外局番の一覧” (PDF).   総務省 (2022年3月1日). 2022年3月22日閲覧。
5. ↑  “ナンバープレートについて”.   一般社団法人愛知県自動車会議所. 2024年1月21日閲覧。
6. 1 2 3 4 5 6 7  “愛知県豊川市樽井町の住所一覧”.   ゼンリン. 2024年5月2日閲覧。
7. ↑  総務省統計局 (2014年3月28日). “平成7年国勢調査の調査結果(e-Stat) - 男女別人口及び世帯数 －町丁・字等” (CSV). 2021年7月20日閲覧。
8. ↑  総務省統計局 (2014年5月30日). “平成12年国勢調査の調査結果(e-Stat) - 男女別人口及び世帯数 －町丁・字等” (CSV). 2021年7月20日閲覧。
9. ↑  総務省統計局 (2014年6月27日). “平成17年国勢調査の調査結果(e-Stat) - 男女別人口及び世帯数 －町丁・字等” (CSV). 2021年7月21日閲覧。
10. ↑  総務省統計局 (2012年1月20日). “平成22年国勢調査の調査結果(e-Stat) - 男女別人口及び世帯数 －町丁・字等” (CSV). 2021年7月21日閲覧。
11. ↑  総務省統計局 (2017年1月27日). “平成27年国勢調査の調査結果(e-Stat) - 男女別人口及び世帯数 －町丁・字等” (CSV). 2021年7月21日閲覧。

### 書籍
1. ↑  “豊川市域の旧村名の由来一覧”.   豊川市HP. 2025年2月26日閲覧。
2. 1 2 3 4 5 6 7 8 9  「角川日本地名大辞典」編纂委員会 1989, p. 818.